# Xylotrupes pubescens
Xylotrupes pubescens är en skalbaggsart som beskrevs av Waterhouse 1841. Xylotrupes pubescens ingår i släktet Xylotrupes och familjen Dynastidae.

## Underarter
Arten delas in i följande underarter:
- X. p. baumeisteri
- X. p. beaudeti
- X. p. sibuyanensis
- X. p. gracilis